# Coopérative jeunesse de services
 (juin 2014).
Si vous disposez d'ouvrages ou d'articles de référence ou si vous connaissez des sites web de qualité traitant du thème abordé ici, merci de compléter l'article en donnant les références utiles à sa vérifiabilité et en les liant à la section « Notes et références ».
Pour les articles homonymes, voir CJS.
Une Coopérative Jeunesse de Services (CJS) est une coopérative de travail québécoise regroupant douze à quinze jeunes de niveau secondaire qui mettent sur pied leur propre entreprise afin d’offrir des services dans leur communauté et ce, tout au long de l’été, et parfois même sur une base annuelle.
Pour les jeunes, la CJS répond au besoin de trouver un emploi d’été rémunéré, mais son impact et ses retombées ne s’arrêtent pas là. La coopérative initie les jeunes au fonctionnement démocratique d’une coopérative de travail, à l’organisation collective du travail, à la gestion coopérative, à l'entraide et au respect. Les services offerts par les jeunes sont très variés : gardiennage, entretien ménager (intérieur et extérieur), peinture, tonte de pelouse, lavage de voiture, etc.

## Historique et organisation
Le Réseau de la coopération du travail du Québec (RÉSEAU) a introduit et développe les CJS au Québec depuis 1988. 
Les Coopératives jeunesse de services émanent d'un besoin local. Un comité local est composé de différents acteurs : organismes communautaires, entreprises privées, CLSC, municipalité, conseil d'établissement ou autre. C'est ce comité qui trouve du financement au niveau local pour embaucher deux animateurs et trouver un lieu et du matériel pour la CJS. Il sera épaulé par l'Organisation de développement régional (ORD) de sa région dans cette démarche. La plupart des Organisations de développement régional sont des Coopératives de développement régional(CDR), mais d'autres organismes peuvent jouer ce rôle. 
Environ 150 CJS sont en activité chaque année dans l'ensemble du Québec. En moyenne, c'est 1 880 adolescents qui gèrent leur coopérative de travail chaque été et près de 300 animateurs qui les épaulent chaque année. 
L'organisme est financé au niveau provincial par le Fonds étudiant solidarité travail du Québec II (une collaboration de la Fédération des travailleurs et travailleuses du Québec, du Fonds de solidarité FTQ et du gouvernement du Québec), le Conseil québécois de la coopération et de la mutualité, le Secrétariat à la jeunesse et le Défi de l'entrepreneuriat jeunesse.
Depuis 2009, le Nouveau-Brunswick est entré dans le projet en ouvrant 3 coopératives dans la péninsule Acadienne via les CDR Acadie.
Depuis 2013, le concept des Coopératives Jeunesse de Services est introduit en France, en Bretagne. Trois coopératives ont d'abord ouvert leurs portes ; en 2017 entre 30 et 40 coopératives fonctionnent dans l'Hexagone.